# Áté
Até (latinsky Ate) je v řecké mytologii bohyně zaslepené a nezkrotné vášně. Je dcerou nejvyššího boha Dia, dcerou bohyně sváru Eris.
Přebývala kdysi na Olympu jako mocná bohyně, ale když svá kouzla použila na samotného Dia, byla svržena na zem. To se stalo, když se měl narodit hrdina Héraklés. Vymohla na Diovi lstivě přísahu, že první novorozenec toho dne bude vládnout všem mužům. To zaslechla Héra a způsobila, že se toho dne předčasně narodil Eurystheus, kterému musel potom sloužit sám Héraklés. Proto se na Áté znovu rozlítil Zeus a svrhl ji na zem, kde přináší lidem jen neštěstí a bědy.
Mezi lidmi se pohybuje nenápadně a tiše, pokaždé svým příchodem způsobuje velké neštěstí. Na pomoc proti ní si lidé mohou přivolat bohyně Litai, které však jsou chromé a přicházejí proto vždycky pozdě. Přesto se jim jako Diovým dcerám leckdy podaří něco ještě napravit. Pokud je ale člověk nepřivolá, propadá Áté úplně a je ztracen.